# Лассон, Боккен
Каролина Боккен Лассон (7 января 1871 — 3 августа 1970) — норвежская певица

## Биография
Каролина Лассон родилась в 1871 году в семье юриста. Она была сестрой художницы Оды Крог и композитора Пера Лассона. Училась пению у Евы Нансен, а позже — в Дрездене. Дебютировала в 1894 году. Начала гастролировать в 1895 году. В 1904 году вышла замуж за российского писателя Михаила Семеновича Феофанова. Они развелись в 1916 году. В 1912 году основала кабаре Chat Noir. В 1916 году вышла замуж за адвоката и писателя Вильгельма Дюбвада. В конце 1920-х годов основала кабаре Intime. В 1938 и 1940 годах опубликовала свои мемуары в двух томах. Интересовалась антропософией и занималась преподаванием. Каролина Лассон умерла в 1970 году в возрасте 99 лет.
Похоронена на Западном кладбище Осло.